# پای یون-ییائو
پای یون-ییائو (انگلیسی: Pai Yun-yiao؛ متولد ۱۴ مارس ۱۹۶۹) یک تکواندوکار تایوانی است.
وی در مسابقات قهرمانی تکواندو جهان ۱۹۸۷ در بارسلونا موفق به کسب مدال طلا در دسته مگس‌وزن (سبک‌وزن) شد. وی در مسابقات قهرمانی تکواندو جهان ۱۹۸۹، پس از شکست در برابر وان سان-جین، در بازی نهایی، مدال نقره را از آن خود کرد.